# پائولو ویلاجیو
پائولو ویلاجیو (زادهٔ ۳۰ دسامبر ۱۹۳۲ – درگذشته ۳ ژوئیه ۲۰۱۷) بازیگر، نویسنده، کارگردان و کمدین ایتالیایی بود. وی بیش‌تر برای آثاری هم‌چون پروفسور کرانز، جیاندومنیکا فراچیای ترسو و حسابدار افتاده و چاپلوس، هوگو فانتوزی شناخته می‌شود. او هم‌چنین چندین کتاب اغلب با درون‌مایهٔ طنز نوشته و در فیلم‌های متعددی نیز بازی کرده‌است.

## زندگی
پائولو ویلاجیو در جنوا همراه با برادر دوقلویش «پیرو» زاده شد. پدو او «اتور ویلاجیو» (۱۹۰۵–۱۹۹۲) یک نقشه‌بردار و اصالتاً اهل پالرمو و «ماریا» مادرش نیز یک آموزگار زبان و ونیزی بود.
او تحصیلاتش را در «لیزو جیناسیو آندریا دوریا» به پایان برد و به‌طور مقدماتی به تحصیل در رشتهٔ حقوق پرداخت اما آن را نیمه‌کاره رها کرد. او یک کارمند در صنایع فولاد بود که شخصیت «هوگو فانتوزی» نیز برگرفته از همین شغل وی است. موریزیو کاستانزو استعداد بازیگری پائولو را کشف کرد و در ۱۹۶۷ از وی خواست که در یک کاباره در رم بازی کند. از آن‌جا وی برای بازی در برنامهٔ تلویزیونی «کوئلی دلا دومنیکا» (پسران یک‌شنبه) انتخاب شد. برنامه‌ای که شخصیت فانتوزی برای نخستین بار در آن ظاهر گشت و شخصیت تهاجمی پروفسور کرانز و شخصیت ریاکار جیاندومنیکا فراچیا در آن پرداخته شد.

## کار

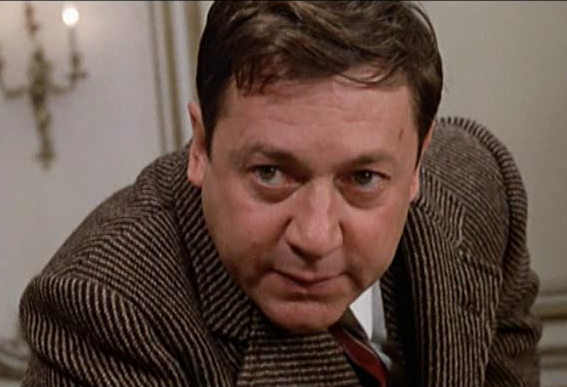
تصویری از پائولو ویلاجیو

### حسابدار هوگو فانتوزی
پس از این تجربهٔ تلویزیونی، ولیاجیو نویسندگی را برای مجله‌های «اسپرسو» و «اروپا» آغاز کرد. داستان‌هایی کوتاه که نقش اصلی آن فانتوزی بود، مردی با شخصیت ضعیف و البته سرسخت نسبت به بدبختی و «مگا مدیر» رئیس «مگا شرکت» جایی که او کار می‌کرد. در سال ۱۹۷۱ انتشارات «ریزولی» کتاب‌های فانتوزی را منتشر کرد مجموعه‌ای از این داستان‌ها که میلیون‌ها نسخه از آن به فروش رفت. کتاب نخست جایزهٔ گوگول را در مسکو از آن خود کرد که در سال ۱۹۷۵ منجر به حضور فانتوزی در فیلمی به کارگردانی لوچیانو سالس شد.

### دیگر فیلم‌ها
ویلاجیو در کمدی‌های بسیاری ایفای نقش کرده‌است. او با کارگردان‌هایی از قبیل فردریکو فلینی (صدای ماه، ۱۹۹۰، به همراه روبرتو بنینی)، لینا برت‌مولر (امیدوارم منظم شوم، ۱۹۹۲)، ارمانو اولمی (راز چوب کهنه، ۱۹۹۳)، ماریو مونیچلی (دوستان عزیز لعنتی، ۱۹۹۴) و گابریل سالواتوره (دندان، ۲۰۰۰) کار کرده‌است.
او جوایز متعددی گرفته‌است که شامل دیوید دی دوناتلو (۱۹۹۰)، روبان نقره‌ای (۱۹۹۲) و شیر طلایی (۱۹۹۶) برای یک عمر فعالیت هنری می‌شود.
ویلاجیو نویسندگی را همگام با بازی در فیلم‌ها ادامه داد. در سال ۱۹۹۴ به انتشارات «موندادوری» رفت و کتاب‌های «فانتوزی بدرود می‌گوید و می‌رود» (۱۹۹۴–۱۹۹۵)، «زندگی، مرگ و معجزات یک تکه گُه» (۲۰۰۲)، «۷ گرم در ۷۰ سال» (۲۰۰۳) و آخرین کتابش «من یک هیولای دیوانهٔ لعنتی هستم» را در سال ۲۰۰۴ منتشر کرد.
وی هم‌چنین در نمایش‌های صحنه‌ای بازی کرده‌است. او هم‌چنین در سال ۱۹۹۶ به همراه ازیو گرجیو تهیهٔ مجلهٔ اخبار طنز (پخش در کانال ۵) را بر عهده داشت.
اخیراً هم او در سریال تلویزیونی کارابینیری در نقش جیووانی، ولگردی ظاهر شد که اغلب به پلیس برای حل مسایل جنایی کمک می‌کرد. این سریال در ایران نیز با نام افسران پلیس از شبکه دو به نمایش درآمد.
ویلاجیو هم‌چنین دو آهنگ به نام‌های «بازگشت چارلز مارتل از نبر پویتیرز» و «درمانده» نوشته‌است.

## فیلم‌شناسی
- آن را بخور (۱۹۶۸)
- چهار پاتر نوستر (۱۹۶۹)
- بازرس وحشتناک (۱۹۶۹)
- به تو فکر می‌کنم (۱۹۶۹)
- پا در هوا (۱۹۷۰)
- بارسلون در جنگ‌های صلیبی (۱۹۷۰)
- بی‌خانواده، بی‌خانمان به دنبال محبت (۱۹۷۲)
- خوش به‌حال پولداران (۱۹۷۲)
- با انقلاب چه باید بکنیم؟ (۱۹۷۲)
- به زن سفید دست نزن (۱۹۷۴)
- حل و فصل بازی آمریکا (۱۹۷۴)
- تقدیم به مادر عزیزم در زادروزش (۱۹۷۴)
- انجیر مقدس (۱۹۷۵)
- فانتوزی (۱۹۷۵)
- نشان تو چیست؟ (۱۹۷۵)
- شب بخیر، آقایان و خانم‌ها (۱۹۷۶)
- آقای رابینسون (۱۹۷۶)
- بل پاس (۱۹۷۷)
- تعطیلات کجا می‌روی؟ (۱۹۷۸)
- سه ببر در برابر سه ببر (۱۹۷۷)
- کشور زیبا (۱۹۷۷)
- من ببرم، تو ببری، او ببر است (۱۹۷۷)
- پروفسور کرانز آلمان (۱۹۷۸)
- وقتی که او هست … شما عزیزم! (۱۹۷۸)
- دکتر جکیل و بانوی مهربان (۱۹۷۸)
- بانک‌داری خطرناک (۱۹۷۹)
- مهمان‌دار (۱۹۸۰)
- میراندولینا (۱۹۸۰)
- فانتوزی علیه همه (۱۹۸۰، بازیگر و کارگردان)
- فراچیا انسان وحشی (۱۹۸۱)
- به نوبت (۱۹۸۱)
- رزانه (۱۹۸۲)
- بانی و کلاید به سبک ایتالیایی (۱۹۸۲)
- رؤیای مونسترونسلی ممنوع (۱۹۸۳)
- فانتوزی هنوز رنج می‌برد (۱۹۸۳)
- رو در رو (۱۹۸۴)
- رؤیاها و نیازها (۱۹۸۴)
- سوپر فانتوزی (۱۹۸۵)
- مأموران آتش‌نشانی (۱۹۸۵)
- فراچیا دراکولا می‌شود (۱۹۸۵)
- مدرسهٔ دزدان (۱۹۸۶)
- فروشگاه بزرگ (۱۹۸۶)
- چیزهایی برای ثروتمندان (۱۹۸۷)
- ریمینی ریمینی (۱۹۸۷)
- مدرسهٔ دزدان ۲ (۱۹۸۷)
- مأموریت قهرمانانه، آتش‌نشانان ۲ (۱۹۸۷)
- ماجراجویی گقدر سخت است (۱۹۸۷)
- ولپون (۱۹۸۸)
- فانتوزی بازنشسته می‌شود (۱۹۸۸)
- صدای ماه (۱۹۸۹)
- من قرعه‌کشی سال را بردم (۱۹۸۹)
- فانتوزی به سوی رستگاری (۱۹۹۰)
- طنز (۱۹۹۰)
- امیدوارم منظم شوم (۱۹۹۲)
- طنز ۲ (۱۹۹۲)
- راز چوب کهنه (۱۹۹۳)
- فانتوزی در بهشت (۱۹۹۳)
- دوستان عزیز لعنتی (۱۹۹۴)
- طنز جدید (۱۹۹۴)
- گلولهٔ برفی (۱۹۹۵)
- من انگلیسی حرف نمی‌زنم (۱۹۹۵)
- پیشخدمت (۱۹۹۵)
- بازگشت فانتوزی (۱۹۹۶)
- بانزی (۱۹۹۷)
- دروغگو در بهشت (۱۹۹۸)
- به دلایل خانوادگی (۱۹۹۸)
- فانتوتزی ۲۰۰۰ – شبیه‌سازی (۱۹۹۹)
- آبی (۲۰۰۰)
- دندان (۲۰۰۰)
- هرمانو (۲۰۰۰)
- نامزد (۲۰۰۱)
- هایدی (۲۰۰۱)
- سنت جان - مکاشفات (۲۰۰۲)
- گاز (۲۰۰۵)
- هرمانو (۲۰۰۷)
- من می‌خواهم تنها زندگی کنم (۲۰۰۸)
- مسایل قلبی (۲۰۰۹)
- تولید هزار یورو (۲۰۰۹)
- همه بر گرد هیچ و پوچ (۲۰۱۲)

## جایزه‌ها
- دیوید دی دوناتلو برای بهترین بازیگر نقش اول مرد، صدای ماه (۱۹۹۰)
- شیر طلایی از جشنوارهٔ فیلم ونیز برای یک عمر فعالیت هنری (۱۹۹۲)
- روبان نقره‌ای بهترین بازیگر نقش اول مرد، راز چوب کهنه (۱۹۹۴)
- نشان لیاقت ایتالیا از نهاد نخست‌وزیری (۲ ژوئن ۱۹۹۵)
- پلنگ افتخاری از جشنوارهٔ فیلم لوکارنو برای یک عمر فعالیت هنری (۲۰۰۰)
- دیوید دی دوناتلو برای یک عمر فعالیت هنری (۲۰۰۹)
- جایزهٔ گراک از شهر امپریا (۲۰۱۱)